# Esserval-Combe
Esserval-Combe és un municipi francès situat al departament del Jura i a la regió de Borgonya - Franc Comtat. L'any 2007 tenia 14 habitants.

## Demografia

### Població
El 2007 la població de fet d'Esserval-Combe era de 14 persones. Hi havia 9 famílies de les quals 3 eren unipersonals (3 homes vivint sols), 3 parelles sense fills i 3 parelles amb fills.
La població ha evolucionat segons el següent gràfic:
Habitants censats

### Habitatges
El 2007 hi havia 9 habitatges, 7 eren l'habitatge principal de la família i 2 eren segones residències. 6 eren cases i 3 eren apartaments. Dels 7 habitatges principals, 5 estaven ocupats pels seus propietaris i 2 estaven llogats i ocupats pels llogaters; 1 tenia dues cambres, 2 en tenien tres, 1 en tenia quatre i 3 en tenien cinc o més. 6 habitatges disposaven pel capbaix d'una plaça de pàrquing. A 6 habitatges hi havia un automòbil i a 2 n'hi havia dos o més.

### Piràmide de població
La piràmide de població per edats i sexe el 2009 era:
| Homes | Edats   | Dones |
| ----- | ------- | ----- |
| 0     | 95 o +  | 0     |
| 0     | 90 a 94 | 0     |
| 0     | 85 a 89 | 0     |
| 0     | 80 a 84 | 0     |
| 0     | 75 a 79 | 0     |
| 4     | 70 a 74 | 4     |
| 0     | 65 a 69 | 0     |
| 0     | 60 a 64 | 0     |
| 0     | 55 a 59 | 0     |
| 4     | 50 a 54 | 0     |
| 0     | 45 a 49 | 4     |
| 0     | 40 a 44 | 0     |
| 4     | 35 a 39 | 0     |
| 0     | 30 a 34 | 0     |
| 0     | 25 a 29 | 0     |
| 0     | 20 a 24 | 0     |
| 4     | 15 a 19 | 4     |
| 0     | 10 a 14 | 0     |
| 0     | 5 a 9   | 0     |
| 0     | 0 a 4   | 0     |

## Economia
El 2007 la població en edat de treballar era de 8 persones, 6 eren actives i 2 eren inactives. Les 6 persones actives estaven ocupades(2 homes i 4 dones).. Totes les 2 persones inactives estaven jubilades.
Activitats econòmiques
L'any 2000 a Esserval-Combe hi havia 3 explotacions agrícoles que ocupaven un total de 171 hectàrees.

## Poblacions més properes
El següent diagrama mostra les poblacions més properes.